# La Côte Feuillée
La Côte Feuillée is een schansencomplex in het Franse Chaux-Neuve. In totaal zijn er 5 schansen in gebruik. 

## Geschiedenis
Reeds in 1965 werd er met de bouw van het schansencomplex begonnen. Als gevolg van problemen met de ondergrond werden de werken stilgelegd. Pas in 1989 werd alles verder afgewerkt. Sindsdien worden er regelmatig wereldbekerwedstrijden gesprongen. In 2010 werd de schans nog verder vergroot tot de huidige HS118-schans.